# Huechuraba
Huechuraba é uma das 32 comunas que compõem a cidade de Santiago, capital do Chile.
A comuna limita-se: a norte com Colina na província de Chacabuco; a leste com Vitacura e Lo Barnechea; a sudoeste com Recoleta e Conchalí; a oeste com Quilicura.